# Cottbus (protipartyzánská operace)
Cottbus (česky Chotěbuz) byl krycí název pro trestnou protipartyzánskou operaci kárných sil v okolí měst Biahoml (bělorusky Бягомль), Lepel a Ušačy (bělorusky Ушачы) v Minské oblasti okupovaného Běloruska probíhající ve dnech 20. května 1943 – 24. června 1943 zaměřenou proti sovětským partyzánům a jejich podporovatelům z řad civilního obyvatelstva. Spolu s operací Hornung, která proběhla tři měsíce předtím, je považována za vrchol série pětapadesáti velkých protipartyzánských akcí v Němci okupovaném Bělorusku.

## Výchozí podmínky a cíle operace
Akce byla soustředěna na území v okolí jezera Palik, kde byl bažinatý terén, lesy a nerozvinutá silniční infrastruktura, což byly velmi příhodné podmínky pro partyzánský způsob boje. Navíc běloruským územím vedly důležité železniční trasy klíčové pro zásobování bojující armády. Sovětští partyzáni přepadali menší policejní jednotky a kolaboranty, které likvidovali. Docházelo také k sabotážím a útokům proti železničním tratím, jež byly důležité pro německé velení zejména v souvislosti s plánovanou operací Citadela. V oblasti vznikla už koncem roku 1942 partyzánská zóna mimo kontrolu okupačních úřadů.
Německé vedení na zhoršování bezpečnostní situace na okupovaných východních územích reagovalo dne 18. srpna 1942 Směrnicí Vůdce číslo 46 – Instrukce pro potírání banditismu na východě nařizující německým bezpečnostním složkám totální zničení band (partyzánů). Směrnice zajistila imunitu před trestním stíháním každému příslušníkovi ozbrojených složek za jakékoli činy spáchané během operací proti banditismu (německy Bandenbekämpfung).
Vzhledem k tomu, že operace zasahovala i do týlu Skupiny armád Střed, získal SS-Obergruppenführer Erich von dem Bach-Zelewski, zodpovědný za boj s partyzány, podporu velitele týlového prostoru generála Maxe von Schenckendorffa. Ten zajistil nasazení sedmi praporů a dělostřelectva převážně z 286. bezpečnostní divize Wehrmachtu pod velením generálmajora Karla-Hanse Dormagena k zajištění obklíčení partyzánů z východní strany.
Operativní velení nad celou akcí obdržel Curt von Gottberg, velitel SS a policejních sil v Generálním komisariátu Bělorusko. Bylo plánováno, že německé síly obklíčí zónu, v rámci bojové akce ji rozdělí do několika malých částí a zlikvidují obklíčené partyzánské skupiny jednu po druhé. Hlavním cílem bylo zatlačit sovětské partyzány zpět do bažin, odkud se už neměli dostat ven. Plánem operace bylo v těchto bažinách partyzány udržet a nechat je zde vyhladovět.
Zvláštní důraz byl však kladen na úkol zničit ekonomickou a lidskou základnu partyzánského hnutí, rekvírovat zemědělské produkty a dobytek a poslat obyvatele vesnic na nucené práce do Německa. Doba trvání operace byla plánována na 10 dní. Souběžně s touto akcí probíhala také operace pod krycím názvem Cikánský baron prováděná týlovými i frontovými jednotkami v Brjanských lesích.

## Nasazené síly

### Německé okupační síly
Akci provedla bojová skupina von Gottberg ve složení:
- 2. a 13. SS-policejní pluk,[5]
- 286. bezpečnostní divize Wehrmachtu (německy 286. Sicherungs-Division (Wehrmacht)),[5]
- SS-Sturmbrigade Dirlewanger,[5]
- 600. kozácký pluk s velitelem Ivanem Nikitičem Kononovem,[1]
- SS brigáda Družina,[1][4][5]
- 8 policejních praporů,[5]
- letecká podpora (30 letadel).[1]

Odhadovaná síla kárných jednotek se v různých pramenech liší, ale podle německého pramene vycházejícího ze zpráv o operaci a stavů jednotek byla celková síla 16 662 mužů.

### Sovětské síly
Do bojů byly zapojeny následující partyzánské oddíly:
- Partyzánská brigáda Kirov, velitel Michail Ivanovič Koreškov (rusky Михаил Иванович Корешков), 910 osob,[7]
- Partyzánská brigáda Železňak, velitel Ivan Filipovič Titkov (rusky Иван Филиппович Титков), držitel vyznamenání Hrdina SSSR, 2 137 osob,[8]
- Partyzánská brigáda Smrt fašismu, velitel Vasilij Fjodorovič Tarunov (rusky Василий Федорович Тарунов), 706 osob,[9]
- Partyzánská brigáda Za vlast, velitel Fjodor Fjodorovič Taraněnko (rusky Федор Федорович Тараненко), 895 osob,[10]
- Partyzánská brigáda Strýčka Kolji, velitel Petr Grigorjevič Lopatin (rusky Петр Григорьевич Лопатин) držitel vyznamenání Hrdina SSSR, 1 042 osob.[11]

Podle historických pramenů byla celková síla sovětských partyzánů v době operace mezi 8 000 a 10 000 osobami.

## Průběh operace
Partyzáni získali zpravodajské informace o shromažďování policejních sil a plánované operaci. Svědčila o tom koncentrace německých jednotek na nejbližších železničních stanicích a v posádkách poblíž partyzánské zóny, zesílení německé rozvědky a zvýšený zájem o oblast ze strany německého leteckého průzkumu. Partyzánům se také podařilo získat dokumenty o operaci po sestřelení kurýrního letadla.
Německé jednotky byly rozčleněny do čtyř skupin, z nichž každá měla své vlastní bojové úkoly. V čele postupovaly jednotky v obkličovacím řetězci, které měly v případě kontaktu s partyzány povolat tankovou, leteckou a dělostřeleckou podporu. V druhém sledu byly mobilní skupiny, které skutečně čistily oblast a měly zabránit partyzánům v opuštění obklíčení.
Němci zahájili operaci 20. května 1943 v 17:00 útokem na opevněné pozice sovětských partyzánů. První nápor byl partyzány odražen, ale po přísunu letecké a dělostřelecké podpory dne 21. května 1943 začali partyzáni ustupovat směrem k Domžerickým bažinám (rusky Домжерицкие болота). V bažinách se v obklíčení ocitl značný počet partyzánů.
Podle zprávy velitele operace von Gottberga o průběhu operace 18. června 1943, tedy před provedeným průlomem, byly oblasti úspěšně zpacifikovány a poslední partyzánské jednotky měly být v obklíčení likvidovány v nejbližších dnech. Jednotka SS Družina zůstala kontrolovat zabezpečenou oblast a pročesat les za účelem vyhnání zbytků partyzánů. Podle některých pramenů příslušníci jednotky SS Družina umožnili průchod partyzánů svými postaveními. Účast na této operaci a spáchané zločiny otřásly morálkou jednotky, která po ukončení operace dne 16. srpna 1943 změnila stranu a přešla pod sovětské velení.
Partyzáni byli zatlačeni do oblasti bažin tvořené řekou Berezinou, kde se ocitli v obklíčení. Německé velení doufalo ve vyhladovění partyzánů bez vleklých bojů. Sovětské velení si bylo vědomo kritické situace, a proto naplánovalo v noci z 18. na 19. června 1943 průlom obklíčení. Byla zformována útočná skupina čítající asi 600 mužů vyzbrojená samopaly, kulomety a minomety, která provedla úder na zajišťovací síly. Po tvrdém boji trvajícím asi půl hodiny se průlom zdařil a části partyzánů se podařilo uprchnout. Po provedeném průlomu a úniku partyzánských jednotek se německé velení rozhodlo akci zastavit dne 21. června 1943. Namísto vyčleněných deseti dnů trvaly boje více než třicet.

## Výsledky operace
Podle bojové zprávy velitele bojové skupiny von Gottberga o operaci Cottbus z 28. června 1943 byly celkové ztráty partyzánů:
- 6 087[1] padlých v bitvě,
- 3 709 zastřelených,[1][4]
- 599 zajatců,[14]
- na práce do Německa bylo deportováno 4 997 mužů a 1 056 žen.[4][15]

Bylo zabaveno 30 děl, 18 minometů, 31 lehkých a 30 těžkých kulometů, 903 pušek a 13 pistolí. S ohledem na poměr počtu zabitých partyzánů a ukořistěných zbraní existují značné pochybnosti o tom, zda hlášené počty partyzánů nejsou německými silami nadsazeny a ve skutečnosti se jedná o zabité civilisty.
Ze zemědělských produktů bylo zabaveno: 3 262 kusů skotu, 2 182 ovcí, 904 koní, 153 prasat, 1 618 ovčích kůží, 684 tun obilí, 24 tun brambor, 70 tun mouky, 38 centů lněného semínka, 2 pytle lnu a 2 pytle lněných nití.
Vlastní ztráty německých sil činily 443 mrtvých a 26 vojáků ztratily dobrovolnické útvary. Dezerce a nezvěstní vojáci nebyli zaznamenáni.

Operace si vyžádala 9 796 obětí z řad obyvatelstva. Do tohoto počtu nejsou zahrnuty 2 000 až 3 000 civilistů, kteří zahynuli při odstraňování minových polí. Odminování bylo pomocí běloruských civilistů prováděno na přímý rozkaz Oskara Dirlewangera ze dne 25. května 1943. Dirlewanger byl za bojové akce velitelem skupiny von Gottbergem navržen na udělení Německého kříže ve zlatě.

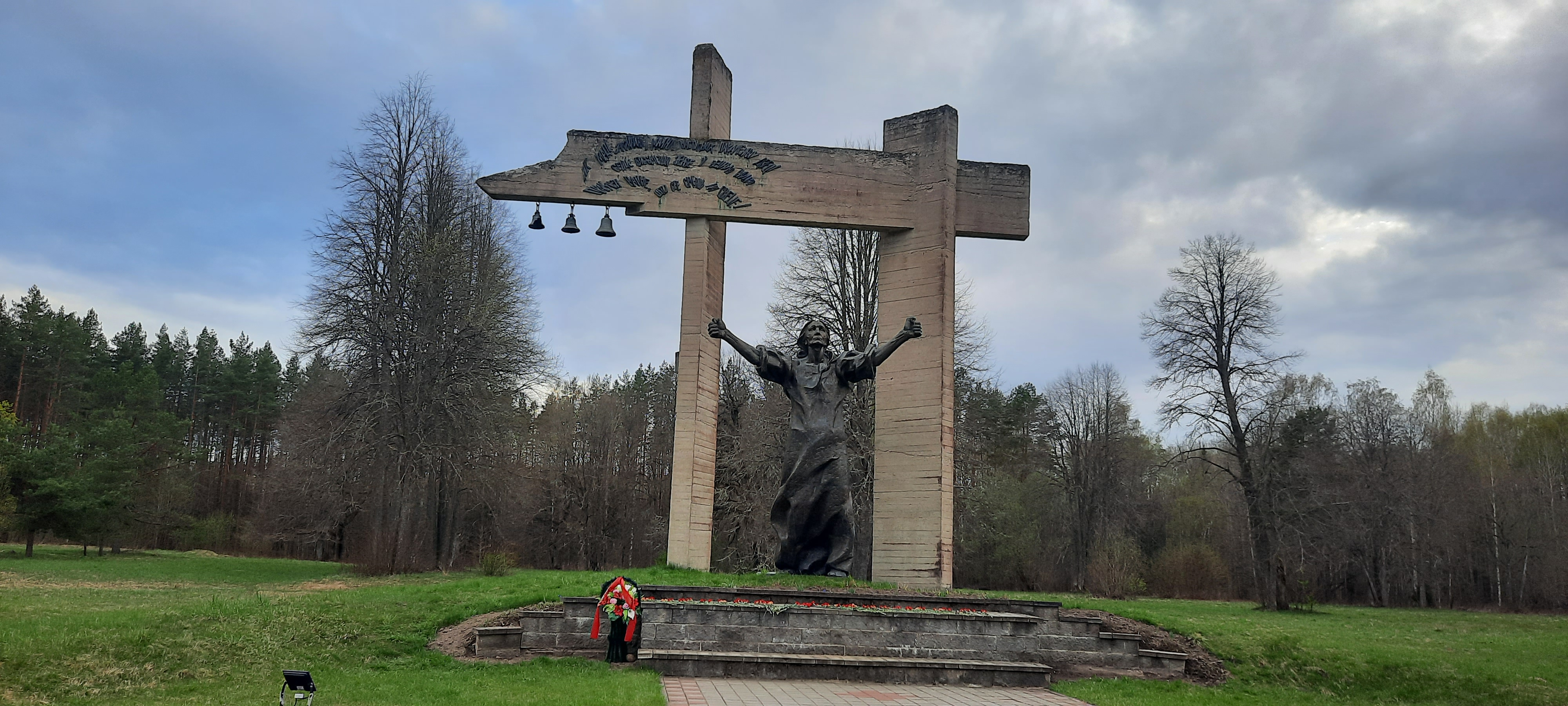
Památník Šunějka

V rámci operace byly vypáleny běloruské vesnice. Vypalování bylo provázeno konfiskací majetku, zemědělských prodktů a dalších potřeb:
- Dne 13. června 1943 vstoupily německé síly do vesnice Ljutec, shromáždily obyvatelstvo a zastřelily 53 mužů, 55 žen a 108 dětí.
- Dne 22. května 1943 byla vypálena vesnice Šunějka (bělorusky Шунеўка). Bylo zabito 66 lidí. Nejstaršímu bylo 75, nejmladšímu pouhý rok. Přeživší varovali obyvatele vesnice Dobruň (rusky Добрунь), která byla také vypálena. Díky varování se zachránilo 200 lidí.[16]
- Dne 24. května 1943 ve vesnici Litviči (rusky Литвичи) bylo vypáleno 50 domů a zastřeleno 49 rodin (217 obyvatel vesnice).[1]
- Dne 26. května 1943 ve vesnici Amniševo (rusky Амнишево) bylo vypáleno 33 domů se všemi přilehlými budovami, 13 osob bylo zastřeleno a dalších 15 odvlečeno do Německa.[1]
- Dne 26. května 1943 byla zničena vesnice Sloboda (rusky Слобода), kde bylo zastřeleno 102 lidí z 32 rodin.[1]

Celkem bylo vypáleno 121 osad.
Způsob provedení operace kritizoval generální komisař Wilhelm Kube s tím, že morální dopad na civilní obyvatelstvo byl prostě hrozný kvůli velkému počtu zastřelených žen a dětí.
| „                                                                                              | Если при 4500 убитых на стороне противника захвачено всего только 492 винтовки, то эта количественная разница говорит о том, что и среди этих вражеских убитых находится много местных крестьян… Политическое воздействие этой крупной акции на мирное население в результате расстрела множества женщин и детей ужасающее | Pokud bylo při 4 500 zabitých na nepřátelské straně ukořistěno pouze 492 pušek, pak tento nepoměr naznačuje, že mezi zabitými bylo mnoho místních rolníků... Politický dopad této rozsáhlé akce na civilní obyvatelstvo je kvůli masovým popravám žen a dětí naprosto zdrcující. | “ |
| — Wilhelm Kube, generální komisař Běloruska, zpráva Alfredu Rosenbergovi ze dne 5. června 1943 | | |   |

Jednou ze zničených vesnic během operace Cottbus byla Šunějka (bělorusky Шунеўка). Němečtí okupanti ji 22. května 1943 vypálili a zavraždili všech 66 obyvatel. Jim a dalším obětem je věnován památník odhalený dne 3. července 1983, viz obrázek. Hlavním pomníkem, který se nachází ve středu komplexu, je bronzová socha ženy-matky, která zoufale zvedá ruce k nebesům v bráně smutku. Výška sochy je 4,75 metrů.